# Forest (Ohio)
Forest és una població dels Estats Units a l'estat d'Ohio. Segons el cens del 2000 tenia 1.488 habitants.

## Demografia
Segons el cens del 2000, Forest tenia 1.488 habitants, 591 habitatges, i 410 famílies. La densitat de població era de 482,8 habitants/km².
Dels 591 habitatges en un 35% hi vivien nens de menys de 18 anys, en un 53,1% hi vivien parelles casades, en un 11,8% dones solteres, i en un 30,5% no eren unitats familiars. En el 26,7% dels habitatges hi vivien persones soles el 9,8% de les quals corresponia a persones de 65 anys o més que vivien soles. El nombre mitjà de persones vivint en cada habitatge era de 2,52 i el nombre mitjà de persones que vivien en cada família era de 3,04.
Per edats la població es repartia de la següent manera: un 28,5% tenia menys de 18 anys, un 10,7% entre 18 i 24, un 29,2% entre 25 i 44, un 19,8% de 45 a 60 i un 11,8% 65 anys o més.
L'edat mediana era de 32 anys. Per cada 100 dones de 18 o més anys hi havia 92,1 homes.
La renda mediana per habitatge era de 34.375 $ i la renda mediana per família de 38.631 $. Els homes tenien una renda mediana de 31.071 $ mentre que les dones 22.260 $. La renda per capita de la població era de 15.342 $. Aproximadament el 8,1% de les famílies i el 9,7% de la població estaven per davall del llindar de pobresa.

## Poblacions més properes
El següent diagrama mostra les poblacions més properes.